# Reinhard Steurer

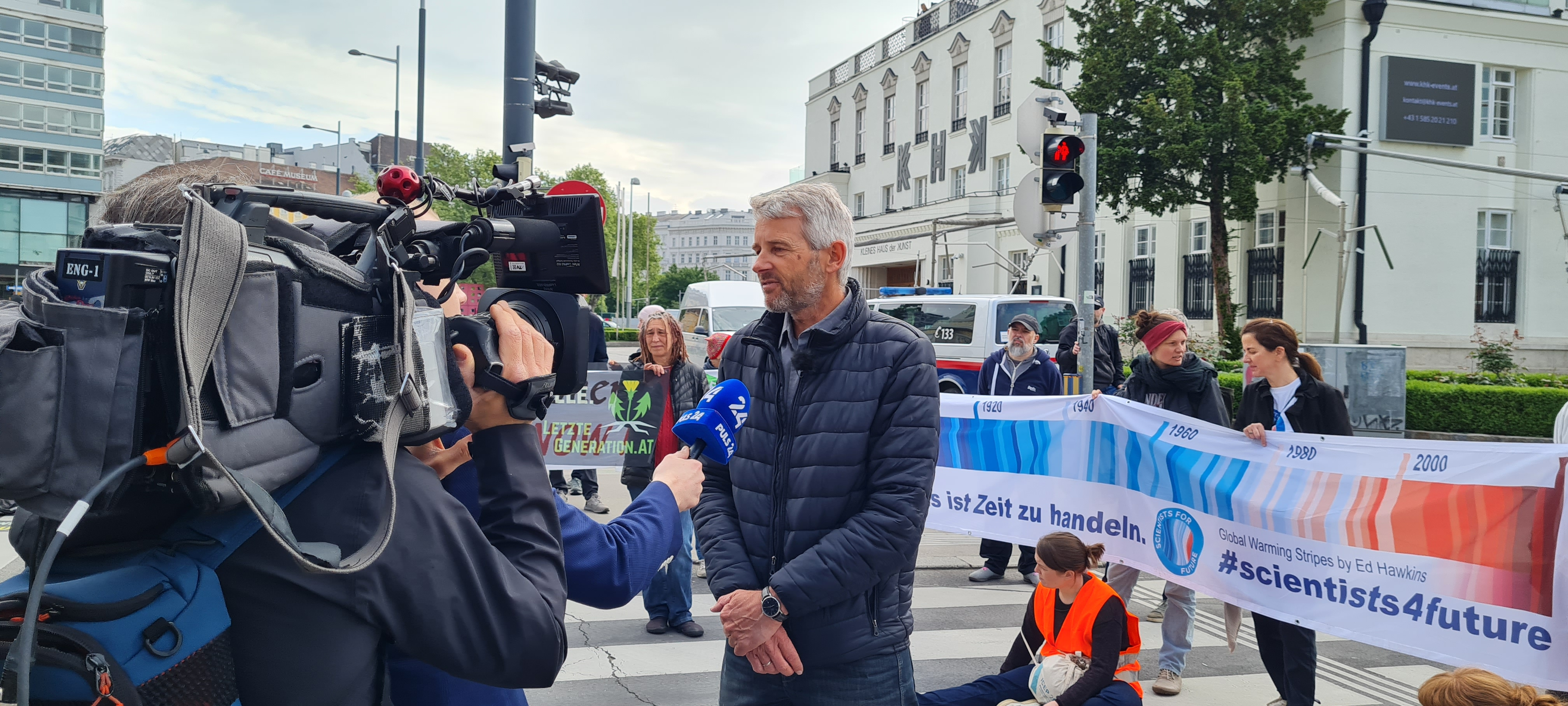
Reinhard Steurer im Interview am Rande einer Protestaktion mit Scientists for Future und Letzte Generation in Wien 2023

Reinhard Steurer (geboren 1971) ist assoziierter Professor für Klimapolitik an der Universität für Bodenkultur (BOKU) in Wien.

## Leben und Werk
Reinhard Steurer studierte Politikwissenschaft an der Universität Salzburg und erlangte dort den Magistertitel (1997) und das Doktorat (2001). Zusätzlich erwarb er einen Master in Public Policy (2002) an der University of Maryland in den USA. 2013 habilitierte er sich an der BOKU Wien in Vergleichender Politikwissenschaft. Er ist am Institut für Wald-, Umwelt- und Ressourcenpolitik der BOKU tätig.
Bis 2022 publizierte er mehr als siebzig Artikel, Buchkapitel und Bücher, übernahm zahlreiche Präsentationen und Lehrveranstaltungen an vier Universitäten. Seine Arbeiten wurden u. a. von Policy Sciences und Climate Policy veröffentlicht, zwei renommierten Fachzeitschriften. Über @ReiSteurer, seinen Twitter-Account, informiert er populärwissenschaftlich breite Bevölkerungsschichten. Als Scientist for Future unterstützt er die Klimabewegung Fridays for Future, Letzte Generation und andere zivilgesellschaftliche Bewegungen, die zum Schutz der Umwelt beitragen.
Er beteiligt sich an nationalen und internationalen Debatten zum Klimaschutz, insbesondere mit den politischen Dimensionen der Klimakrise. Parallel zum Greenwashing, einer Methode der Öffentlichkeitsarbeit insbesondere multinationaler Konzerne, entwickelte er das Konzept der Scheinklimapolitik. Er kritisiert insbesondere die Österreichische Volkspartei, die seit 1986 Regierungsverantwortung in Österreich trägt und in all diesen Jahren den Klimaschutz als eines ihrer vorrangigen Ziele verkündet hat, aber die Initiativen dem Markt überlassen möchte und zugleich seit 1986 eine konstant steigende CO2-Emission aus Österreich verantwortet.
Mitte November 2024 gab Steurer an, künftig keine Presseanfragen zum Tagesgeschehen mehr zu beantworten. Er habe „nicht den Eindruck [...], dass das [Anm.: die Medienarbeit Steurers] irgendwie etwas Positives bewirkt hätte“. Es sei „an der Zeit, sich auf eine katastrophale Entwicklung vorzubereiten“.

## Zitat
„Bei unserem derzeitigen Kurs ist nicht die Frage, ob so ein Massensterben passieren wird, sondern wann und wo das erstmals sein wird. Darüber zu schreiben ist also keine Panikmache, sondern der Versuch, die brutalen Fakten der Klimakrise den Menschen näher zu bringen, damit wir die richtigen Schlüsse daraus ziehen: weiterhin Öl und Gas zu verbrennen ist ein Verbrechen an der Menschheit, das wir noch bitter bereuen werden.“

## Publikationen (Auswahl)
- Psychologie der Umweltpolitik, Transdisziplinäre Erklärungen der Schwierigkeiten beim Umweltschutz, Lang 1998
- Der Wachstumsdiskurs in Wissenschaft und Politik, Von der Wachstumseuphorie über 'Grenzen des Wachstums' zur Nachhaltigkeit, Mass Market Paperback 2002
- (Hg.): Nachhaltigkeit regieren Eine Bilanz zu Governance-Prinzipien und -Praktiken, oekom verlag 2010